# アンジェリカ・バラバーノフ
アンジェリカ・バラバーノフ（英語: Angelica Balabanoff, 1878年 - 1965年）は、ウクライナ系ロシア人の女性革命家。イタリア系ユダヤ人の血も引いている。ロシア語では、アンジェリーカ・イサアーコヴナ・バラバーノヴァ（Анжелика Исааковна Балабанова アンジリーカ・イサアーカヴナ・バラバーナヴァ）、またはアンゲリーナ・イサアーコヴナ・バラバーノヴァ（Ангелина Исааковна Балабанова アンギリーカ・イサアーカヴナ・バラバーナヴァ）と呼ばれる。

## 概要
ロシア帝国領キエフ近郊にあるチェルニーゴフの裕福なウクライナ人地主の家庭に生まれる。11歳の時にハリコフの女学校へ進学。19歳の時に母の反対を押し切ってブリュッセル新大学に入学したのを皮切りに西ヨーロッパ各地を遊学し、フランスではアナーキスト運動を率いるエリゼ・ルクリュ、ドイツ社会民主党の大物であるアウグスト・ベーベルとローザ・ルクセンブルク、イタリアではマルクス主義の研究家アントニオ・ラブリオーラらと出会い、政治への興味を深めた。1900年、ラブリオーラの元で学んだ後にイタリア社会党へ入党して政治家の道に進む。
国際主義者として欧州各地の政治運動に関わり、第二インターナショナル事務局員、イタリア社会党中央日刊紙『アヴァンティ』共同編集者、ツィンメルヴァルト運動書記などを歴任した。ロシア帝国からイタリアの隣国スイスに亡命していた革命家ウラジーミル・レーニンの秘書として生活を助けていた経験もある。この時、スイスに移住したイタリア系移民者の組合に所属していた青年時代のベニート・ムッソリーニと知り合い、マルクス主義やマルクス・レーニン主義を教授している。
一説に私生活では恋人関係でもあったとされているが、バラバーノフはこれを否定している。彼女によれば親子ほど年の離れたムッソリーニに憐れみを覚えて世話をしただけだと述べている。ムッソリーニも女性としてのバラバーノフを「心は美しいが顔は醜い」と率直に評しており、恋愛関係はなかったとしている。一方、後年に長女エッダはムッソリーニとバラバーノフとの子であるとする噂が流れている。親密な間柄はムッソリーニが国際主義に背を向け、イタリア社会党を離党した事で一転した。以降のバラバーノフはムッソリーニにとって最も執拗な政敵となり、彼女はムッソリーニへの中傷を生涯続けた。バラバーノフは『アヴァンティ』時代の記事は全て自分が書いたとまで主張しているが、これは誇張であろう。
ロシア革命が起こるとバラバーノフは「封印列車」第2便で革命ロシアに帰国してレーニン、トロツキー等と親しく交わりながらコミンテルン（第三インターナショナル）初代の代表書記、ウクライナ外務人民委員を兼ねて、卓越した演説者・アジテーターとして活躍するが、やがて新体制による権謀術数、度重なる反対派の粛清の中で新しく勃興した官僚主義に抗しきれず、レーニンにひきとめられながらも1921年にロシアを去る。レーニンが彼女のために書いた身分証明には「同志アンジェリカ・バラバーノフは多年にわたってわが党の一員である。彼女は共産主義インターナショナルの最も傑出した同志の一人である」とあった。社会党国際事務局書記、「アヴァンテイ」（パリ）の編集者となる。

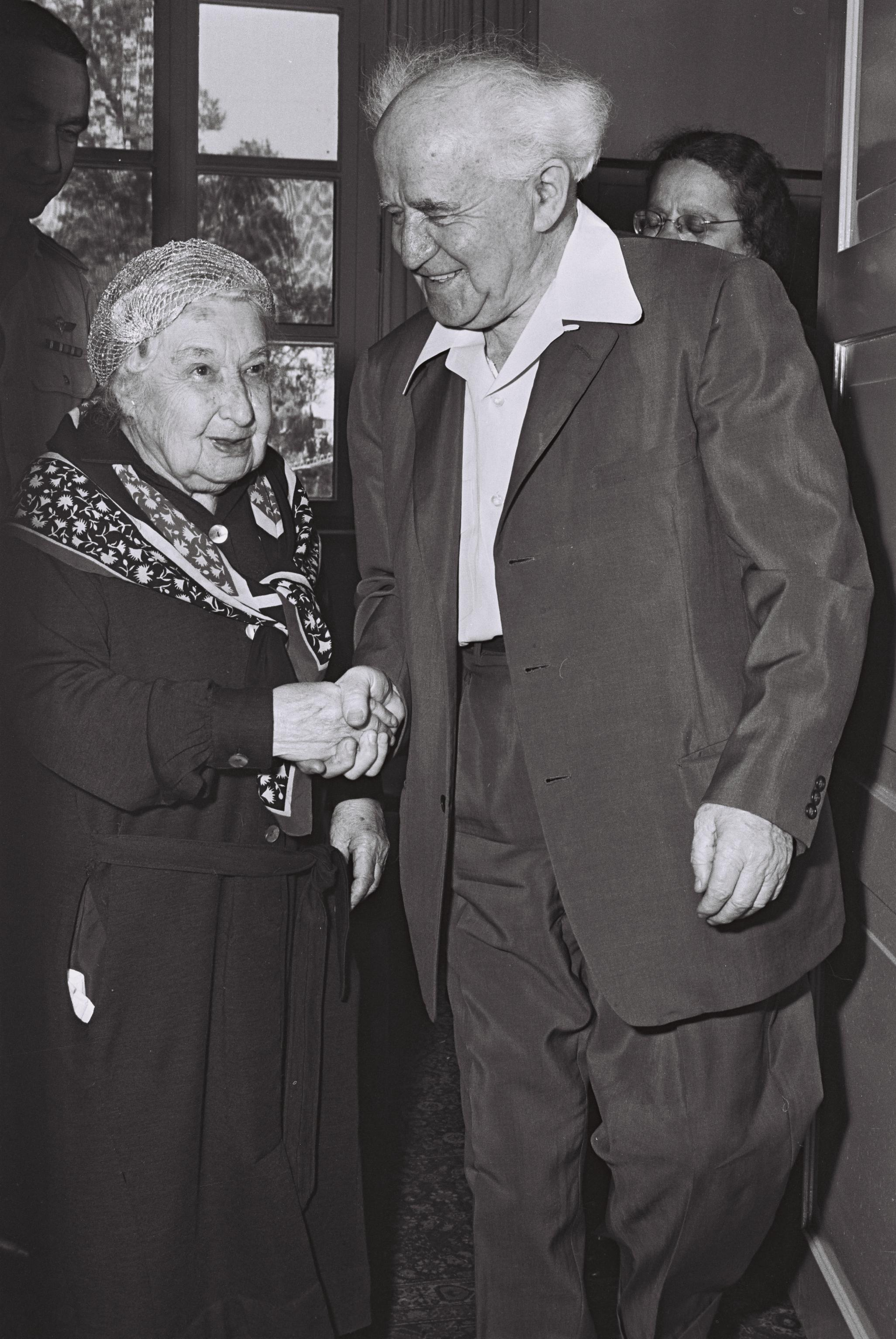
イスラエル訪問時、ダヴィド・ベン＝グリオンと（1962年）

レーニンが亡くなった1924年の8月、「メンシェヴィキ的な」考え方をし「社会ファシストの新聞に協力した」ためにロシア共産党から除名するとの通告を受ける。ナチスのパリ侵攻とともにアメリカ合衆国に移り、第二次世界大戦後イタリアに「帰国」し1964年までイタリア社会民主党で活動する。翌年ローマで死去した。

## 著書
- My Life as a Rebel （1938） ‐ 回想録

日本語訳は『わが反逆の生涯 インターナショナルの死と再生』（久保英雄訳、風媒社、1970年、ISBN 483310203X）
1. 1 2  ニコラス・ファレル & （2011）上巻, p. 100.